# Hiligara
Hiligara is een bestuurslaag in het regentschap Gunungsitoli van de provincie Noord-Sumatra, Indonesië. Hiligara telt 586 inwoners (volkstelling 2010).